# Olavo de Carvalho

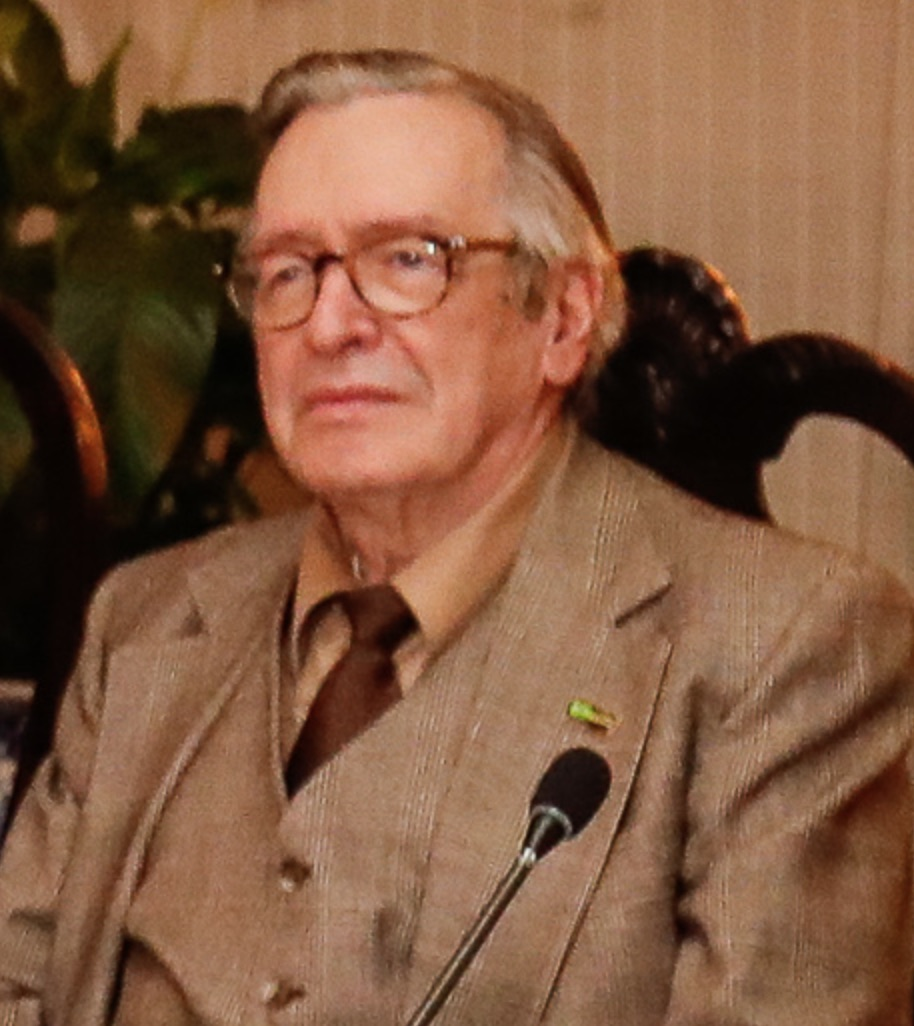
Olavo de Carvalho, 2019.

Olavo de Carvalho (Campinas, 29 april 1947 - Richmond (Virginia), 24 januari 2022) was een Braziliaans onderwijshervormer, conservatief filosoof, schrijver en extreemrechtse complotdenker. 
Hij schreef een dertigtal boeken over filosofie, kunst, cultuur en politiek. In 2005 emigreerde hij naar de Verenigde Staten, waar hij zich met zijn gezin vestigde in Virginia.
Tijdens zijn laatste jaren gold hij als een belangrijke inspirator voor president Bolsonaro met veel invloed op diens beleid. 
De Carvalho overleed in januari 2022 in een ziekenhuis in Richmond aan  COVID-19. Hij werd 74 jaar oud.

## Werken
- A imagem do homem na astrologia. São Paulo: Jvpiter. 1980.
- O crime da Madre Agnes ou A confusão entre espiritualidade e psiquismo. São Paulo: Speculum. 1983.
- Questões de simbolismo astrológico. São Paulo: Speculum. 1983
- Universalidade e abstração e outros estudos. São Paulo: Speculum. 1983.
- Astros e símbolos. São Paulo: Nova Stella. 1985.
- Astrologia e religião. São Paulo: Nova Stella. 1986.
- Fronteiras da tradição. São Paulo: Nova Stella. 1986.
- Símbolos e mitos no filme "O silêncio dos inocentes". Rio de Janeiro: Instituto de Artes Liberais. 1992.
- Os gêneros literários: seus fundamentos metafísicos. 1993.
- O caráter como forma pura da personalidade. 1993.
- A nova era e a revolução cultural: Fritjof Capra & Antonio Gramsci. Rio de Janeiro: Instituto de Artes Liberais & Stella Caymmi. 1994.[7]
- Uma filosofia aristotélica da cultura. Rio de janeiro: Instituto de Artes Liberais. 1994.
- O jardim das aflições: de Epicuro à ressurreição de César - Ensaio sobre o materialismo e a religião civil, Rio de Janeiro: Diadorim. 1995.
- Aristóteles em nova perspectiva: Introdução à teoria dos quatro discursos. Rio de janeiro: Topbooks. 1996.
- O imbecil coletivo: atualidades inculturais brasileiras. Rio de Janeiro: Faculdade da Cidade. 1996.
- O futuro do pensamento brasileiro. Estudos sobre o nosso lugar no mundo. 1998.
- O imbecil coletivo II: A longa marcha da vaca para o brejo e, logo atrás dela, os filhos da PUC, as quais obras juntas formam, para ensinança dos pequenos e escarmento dos grandes. Rio de Janeiro: Topbooks. 1998.
- O Exército na História do Brasil. Edição bilíngue (português / inglês). 4 Vols. Rio de Janeiro/Salvador: Biblioteca do. Exército e Fundação Odebrecht, 1998.
- Coleção história essencial da filosofia. São Paulo: É Realizações. 2002-2006.
- A Dialética Simbólica - Ensaios Reunidos São Paulo: É Realizações. 2006.
- Maquiavel ou A Confusão Demoníaca São Paulo: Vide Editorial. 2011.
- A filosofia e seu Inverso, São Paulo: Vide Editorial. 2012.
- Os EUA e a nova ordem mundial (coautor Alexandre Dugin), São Paulo: Vide Editorial, 2012.
- Visões de Descartes entre o gênio mal e o espírito da verdade. Vide Editorial, 2013
- O Mínimo que Você Precisa Saber para não Ser um Idiota, Felipe Moura Brasil (org.), 467 páginas, Rio de Janeiro: Record, 2013.
- Apoteose da vigarice – Cartas de um terráqueo ao planeta Brasil (Volume I). São Paulo: Vide Editorial, 2013.
- O mundo como jamais funcionou – Cartas de um terráqueo ao planeta Brasil (Volume II).  Vide Editorial, 2014.
- A Fórmula para Enlouquecer o Mundo – Cartas de um terráqueo ao planeta Brasil (Volume III). Vide Editorial, 2014.
- A inversão revolucionária em ação – Cartas de um terráqueo ao planeta Brasil (Volume IV). Vide Editorial, 2015.
- O império mundial da burla – Cartas de um terráqueo ao planeta Brasil (Volume V). Vide Editorial, 2016.
- O dever de insultar – Cartas de um terráqueo ao planeta Brasil (Volume VI). Vide Editorial, 2016.
- Breve retrato do Brasil – Cartas de um terráqueo ao planeta Brasil (Volume VII). Vide Editorial, 2017.